# كلارنس ويليامز الثالث
كلارنس ويليامز الثالث (بالإنجليزية: Clarence Williams III)‏ مواليد 21 أغسطس 1939 في نيويورك، نيويورك، الولايات المتحدة، هو ممثل أمريكي.

## روابط خارجية
- كلارنس ويليامز الثالث على موقع IMDb (الإنجليزية)
- كلارنس ويليامز الثالث على موقع ألو سيني (الفرنسية)
- كلارنس ويليامز الثالث على موقع أول موفي (الإنجليزية)
- كلارنس ويليامز الثالث على موقع قاعدة بيانات برودواي على الإنترنت (الإنجليزية)
- كلارنس ويليامز الثالث على موقع قاعدة بيانات الأفلام السويدية (السويدية)
- كلارنس ويليامز الثالث على موقع إن إن دي بي (الإنجليزية)
- كلارنس ويليامز الثالث على موقع قاعدة بيانات الفيلم (الإنجليزية)
- كلارنس ويليامز الثالث على موقع كينوبويسك (الروسية)